# Ведемарк
Ведемарк (нім. Wedemark) — сільська громада в Німеччині, розташована в землі Нижня Саксонія. Входить до складу району Ганновер.
Площа — 173 км2. Населення становить 29 612 ос. (станом на 31 грудня 2021).